# Uma Mulher É uma Mulher
Uma Mulher é uma Mulher  (Une femme est une femme) é um filme de Jean-Luc Godard do gênero comédia, romance e musical com Anna Karina, Jean-Claude Brialy e Jean-Paul Belmondo, três ícones da Nouvelle vague.
Um dos primeiros filmes do diretor, o filme contém algumas das características marcantes do diretor como cortes abruptos, narração em off e personagens falando com a audiência.

## Sinopse
Uma simpática e contraditória mulher chamada Angela (Anna Karina), que trabalha num clube de striptease, quer ter um filho com seu namorado Émile (Jean-Claude Brialy. Porém, ele não quer ter um filho. Então, ele sugere a seu melhor amigo, Alfred (Jean-Paul Belmondo), que a engravide. Mas, os sentimentos de Angela se tornam contraditórios, quando ela aceita a proposta.

## Elenco
- Anna Karina .... Angela
- Jean-Claude Brialy .... Émile
- Jean-Paul Belmondo .... Alfred